# Niokosso

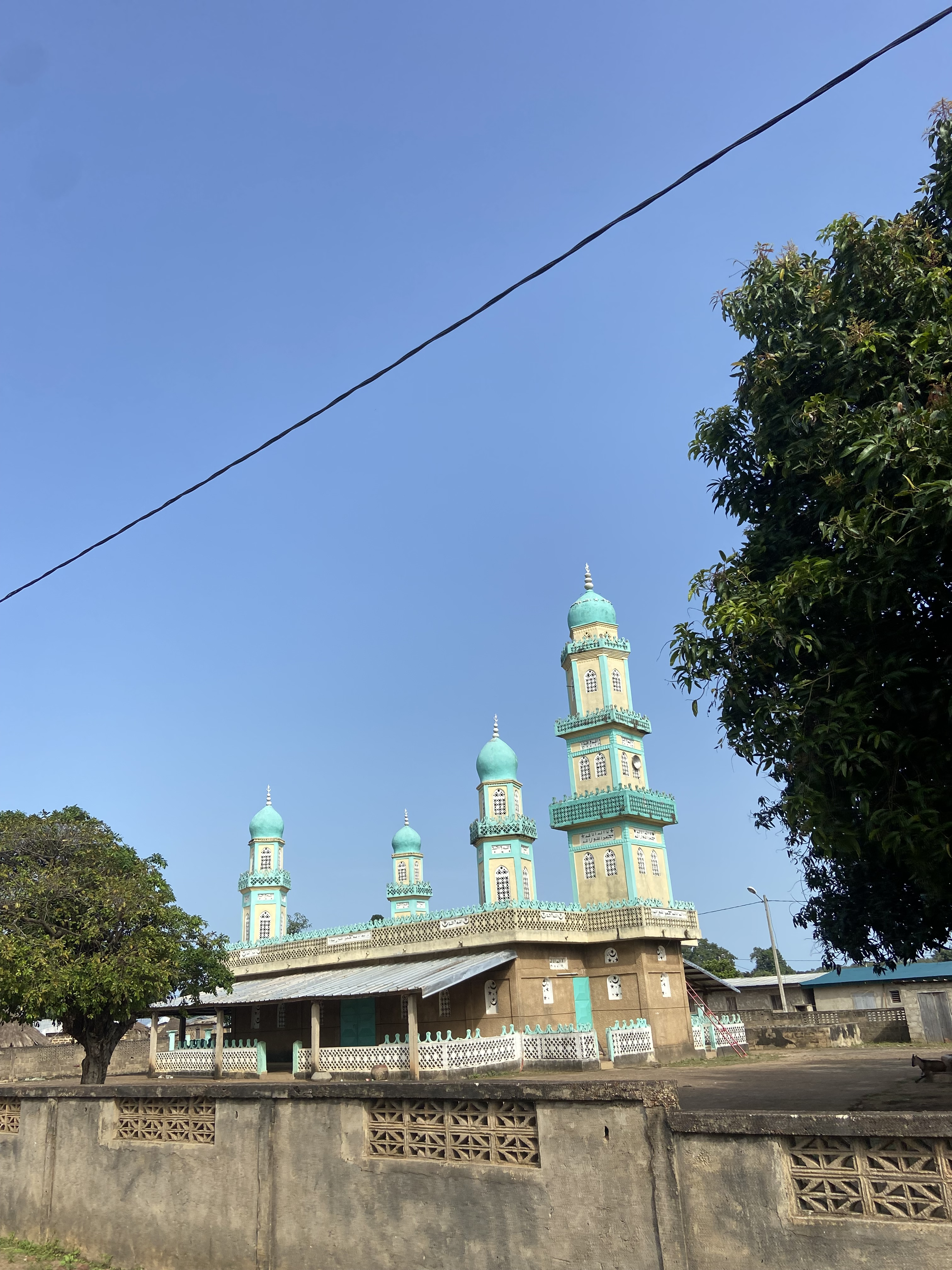
La grande Mosquée de Niokosso

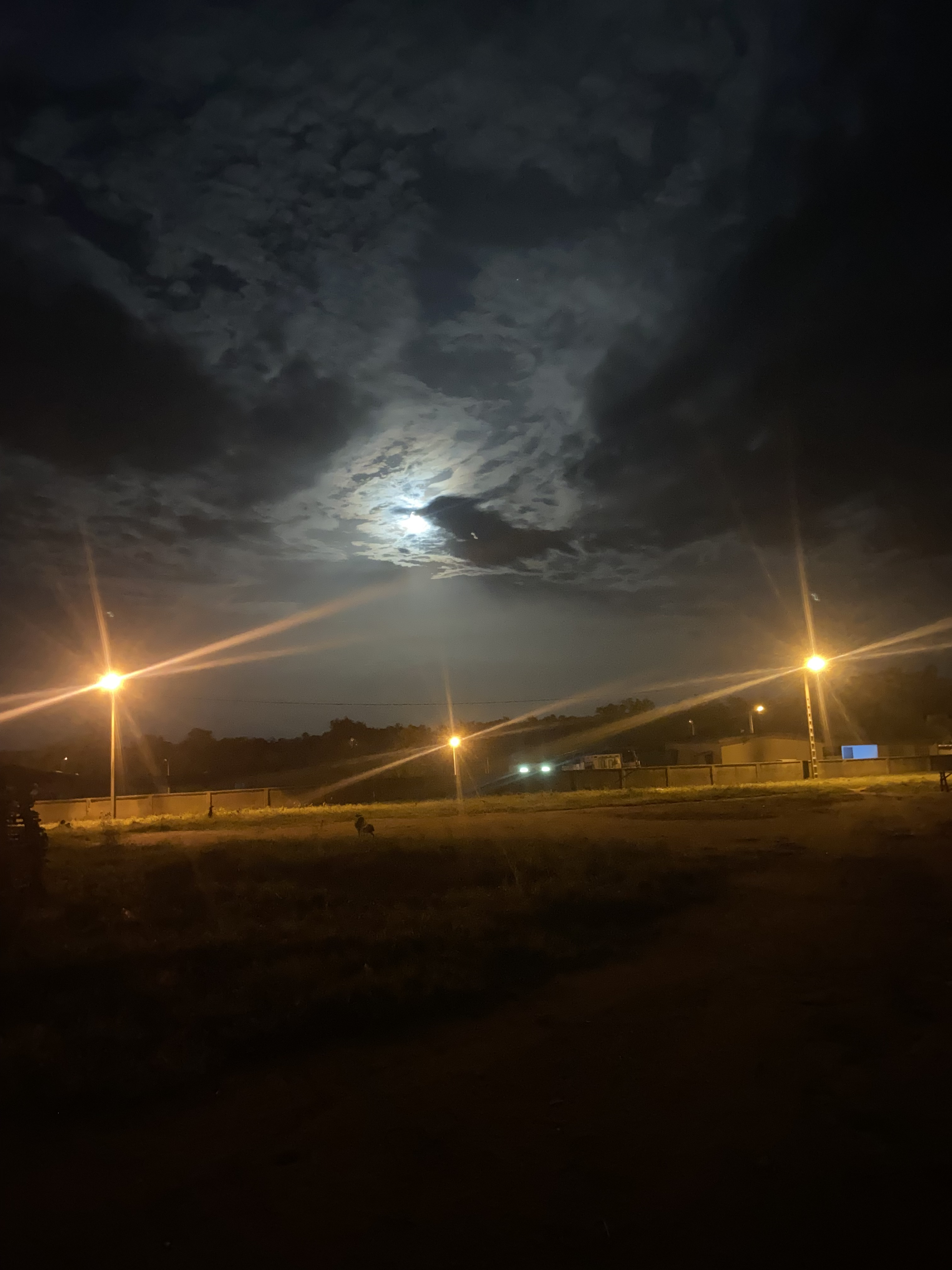
Eclairage nocturne de Niokosso

Niokosso  est une sous préfecture dans la région du Bafing précisément dans le département de Koro, au nord-ouest de la Côte d'Ivoire.